# Körtvélyessy Zsolt
Körtvélyessy Zsolt (Budapest, 1941. április 2. –) Jászai Mari-díjas magyar színész, érdemes és kiváló művész, a Kecskeméti Katona József Nemzeti Színház örökös tagja.

## Életpályája
Körtvélyessy Pál és Endre Ilona gyermekeként született. A budapesti Madách Imre Gimnáziumban érettségizett 1959-ben.
1965-ben fejezte be a Filmszínészképző Stúdiót. 1969-ben szerezte meg színészi diplomáját a Színház- és Filmművészeti Főiskolán. 1969–1979 között a kecskeméti Katona József Színház, a Békés Megyei Jókai Színház, a szolnoki Szigligeti Színház és a Szegedi Nemzeti Színház voltak pályájának állomásai. 1979–1988 között a Miskolci Nemzeti Színházban szerepelt. 1989–2008 között Budapesten volt szerződésben, a Nemzeti Színháznál illetve a Pesti Magyar Színháznál. 2008-tól a ismét Kecskeméten játszik, a Kecskeméti Katona József Nemzeti Színház színművésze.

## Magánélete
Felesége a 2020-ban koronavírus-fertőzésben elhunyt Egerszegi Judit (1953–2020) színésznő volt. Lánya Körtvélyessy Kinga, veje volt L.L. Junior rapper, előadó-dalszerző, a Fekete Vonat egykori tagja. Unokája, Lili 2020-ban született.

## Színházi szerepei
- William Shakespeare: Rómeó és Júlia....Thybalt; Polgárőr
- William Shakespeare: Hamlet, dán királyfi....Hamlet atyjának szelleme; Polonius
- William Shakespeare: IV. Henrik....Henrik
- William Shakespeare: VI. Henrik....Suffolk
- William Shakespeare: Macbeth....Malcolm; Kapus
- William Shakespeare: II. Richard....Henrik Bolingbroke
- William Shakespeare: Athéni Timon....Alcibiades
- William Shakespeare: Veronai fiúk....A milánói herceg
- William Shakespeare: Vízkereszt, vagy amit akartok....Orsino
- William Shakespeare: Szentivánéji álom....Égeus
- William Shakespeare: Szeget szeggel....Vincentio
- William Shakespeare: Ahogy tetszik....Olivér
- William Shakespeare: A vihar...Gonzalo
- William Shakespeare: Lear király....Cornwall fejedelem
- Molière: Tartuffe....Damis
- Pierre Carlet de Chamblain de Marivaux: A szerelem és véletlen játéka....Orgon
- Carlo Goldoni: Csetepaté Chioggiában....Toffolo
- Carlo Goldoni: Két úr szolgája....Pantalone de Bisognosi
- Carlo Goldoni: Mirandolina....Őrgróf
- Marin Držić: Dundo Maroje....Dundo Maroje
- Agustín Moreto: Donna Diana, avagy közönyt közönnyel....Carlos
- Thomas Kyd: Spanyol tragédia....Don Cyprian
- Edmond Rostand: Cyrano de Bergerac....
- Victor Hugo: Királyasszony lovagja....Ruy Blas
- Heinrich von Kleist: Az eltört korsó....Tócsa Vitus
- Fjodor Mihajlovics Dosztojevszkij: A Karamazov testvérek....Fjodor Pavlovics Karamazov; Törzskapitány
- Nyikolaj Vasziljevics Gogol: Egy őrült naplója....Popriscsin
- Anton Pavlovics Csehov: Három nővér....Ferapont, öreg szolga az elöljáróságon
- Lev Nyikolajevics Tolsztoj: Legenda a lóról....Szerpuhovszkij herceg
- Lev Tolsztoj: Élő holttest....Artemjev
- Alekszandr Nyikolajevics Osztrovszkij: Erdő....Bodajev
- Alekszandr Nyikolajevics Osztrovszkij: Jövedelmező állás....Belogubov
- Mihail Afanaszjevics Bulgakov: Rein mérnök álma....Rein
- Mihail Afanaszjevics Bulgakov: Álszentek összeesküvése....D'Orsigni márki
- Makszim Gorkij: A nap gyermekei....Dmitrij Szergejevics Vagyin
- Georg Büchner: Woyzeck....Tamburmajor
- George Bernard Shaw: Androcles és az oroszlán....Secutor
- Henrik Ibsen: A vadkacsa....Kaspersen
- Henrik Ibsen: Peer Gynt....Aslak
- Bertolt Brecht: A szecsuáni jólélek....Pilóta
- Bertolt Brecht: Kurázsi mama és gyermekei....Verbuváló; Zsoldosvezér; Másik őrmester; Óbester; Másik paraszt; Zsoldos katona; Dárdás katona; Zászlós
- Bertolt Brecht: A vágóhidak Szent Johannája....Első katona
- Bertolt Brecht: Galilei élete....Főinkvizítor
- Friedrich Dürrenmatt: Az öreg hölgy látogatása....Férjei
- Arthur Miller: Pillantás a hídról....Alfieri
- Lope de Vega: Dacból terem a szerelem....Don Pedro Giron
- Eduardo De Filippo: Milliomos Nápoly....Errico
- Albert Camus: A félreértés....Jan
- Tennessee Williams: Az ifjúság édes madara....Chance Wayne
- Tennessee Williams: Amíg összeszoknak....George Haverstick
- Peter Weiss: Marat halála....Marat
- Peter Weiss: Jean Paul Marat üldöztetése és meggyilkolása, ahogy a charentoni elmegyógyintézet színjátszói előadják de Sade úr betanításában....Duperret
- Eugene O’Neill: Boldogtalan hold (Holt fény)....Phil Hogan
- George Bernard Shaw: Szent Johanna....Robert de Baudricourt
- George Bernard Shaw: Sosem lehet tudni....Bohun
- William Somerset Maugham: Dzsungel....Gaze
- Victor Eftimiu: A csavargó....A csavargó
- Harold Pinter: Hazatérés....Sam
- Alfred Jarry: Übü király avagy a lengyelek....Fedorovits Mihály
- Jaroslav Hašek: Svejk....Brettschneider; Dub; Grünstein
- Sławomir Mrożek: Rendőrség....Rendőr
- Miroslav Krleža: Agónia....Báró Lenbach
- Miroslav Krleža: Golgota....Pavle
- Kovačević: A maratonfutók tiszteletkört futnak....Piton Bill
- Stanisław Ignacy Witkiewicz: Az anya....Ismeretlen férfi
- Karol Wojtyła: Az aranyműves boltja....István
- Jordan Radicskov: Január....Lázár
- Leonyid Nyikolajevics Andrejev: Aki a pofonokat kapja....Mancini gróf
- Oldrich Danek: Negyven gazfickó és egy maszületett bárány....Tiszt
- Grigorij Gorin: A gyújtogató....Kleon
- Megan Terry: Viet rock....Szereplő
- Boris Vian: Medúzafej....Francis Lopez
- Lillian Hellman: Könyörtelenek....Fred Giddens
- William Rowley – Thomas Middleton: Átváltozások....Vermandero
- Bakhus (Pálos iskolai komédia 1765-ből)....Mars
- Thornton Wilder: Hajszál híján....Mr. Antrobus
- Peter Shaffer: Black comedy (Játék a sötétben)....Harold Corringe
- Agatha Christie: A vád tanúja....Leonard Vole
- Arthur Kopit: Jaj apu, szegény apu, a szekrénybe beakasztott tégedet az anyu, s az én pici szívem olyan szomorú....Rosafusére
- Peter Buckman – Clive Swift:...most mind együtt!....William
- Peter Hacks: A Lobositzi csata....Kracht
- George F. Walker: A büntető kéz....Victor
- Dorine Hollier: Egy est megér egy Pestet?....Rendező
- Lee Hall – Tom Stoppard – Marc Norman: Szerelmes Shakespeare....Sir Robert
- Csokonai Vitéz Mihály: Az özvegy Karnyóné s két szeleburdiak.... Karnyó, egy idős kalmár
- Szigligeti Ede: Liliomfi....Kányai
- Szigligeti Ede: A trónkereső....Hírnök
- Katona József: Bánk bán....Simon bán; Petur bán
- Madách Imre: Az ember tragédiája....Az Úr; Péter apostol; Patriarcha; Bábjátékos; Aggastyán
- Madách Imre: Mózes....Pháraó; Jethro
- Herczeg Ferenc: Bohóckirálynő....Kunosi testvér
- Molnár Ferenc: Játék a kastélyban....Gál
- Szomory Dezső: II. Lajos király....Szapolyai János
- Heltai Jenő: A néma levente....Agárdi Péter
- Illyés Gyula: Kegyenc....Maximus
- Illyés Gyula: Fáklyaláng....Szemere Bertalan; Kossuth Lajos
- Kosztolányi Dezső: Édes Anna....Vízy
- Móricz Zsigmond: Légy jó mindhalálig....Igazgató
- Móricz Zsigmond: Úri muri....Csörgheő Csuli
- Szép Ernő: Lila ákác....Lali
- Szép Ernő: Azra....Arszlán
- Balázs Béla: Cinka Panna balladája....Ocskay László
- Kós Károly: István király....Kurt
- Gábor Andor: Dollárpapa....Szalavec
- Márai Sándor: Eszter hagyatéka....Endre
- Barta Lajos: Szerelem....Biky
- Déry Tibor – Pós Sándor – Presser Gábor – Adamis Anna: Képzelt riport egy amerikai pop-fesztiválról....József
- Hubay Miklós – Ránki György – Vas István: Egy szerelem három éjszakája....Károly; Bíró
- Hubay Miklós: Késdobálók....Imre
- Fejes Endre: Jó estét nyár, jó estét szerelem....Feketeruhás
- Galgóczi Erzsébet: A főügyész felesége....Imre
- Görgey Gábor: Törököt fogtunk....Vastag Balázs
- Kolozsvári Grandpierre Emil: Párbaj az árnyékkal....Zeliczky
- Szakonyi Károly: Adáshiba....Szűcs; Emberfi
- Szakonyi Károly: Tanár úr, kérem....Schwicker tanár úr
- Páskándi Géza: Egriek, vitézek....
- Nyirő József: A próféta....Heródes Antipas
- Tamási Áron: Vitéz lélek...Lázár
- Székely János: Caligula helytartója....I. Agrippa
- Czakó Zsigmond: László király....Dezső
- Kriston Béla: A megszállott....Fazola Henrik
- Fábián László: Levéltetvek az akasztófán....Ficonka tábornok-hadügyminiszter
- Csongrádi Kata: Énekelj, Déryné!....Vörösmarty Mihály
- Dallos Szilvia: Utószinkron....Sóskuti
- Szenes Béla: Az okos mama....Tabódi Tabódy János
- Szörényi Levente – Bródy János: István, a király....
- Ödön von Horváth: Férfiakat Szelistyének....A nagyszebeni gróf
- Kálmán Imre: Csárdáskirálynő....Miska főpincér
- Szikora Róbert – Lezsák Sándor – Zsuffa Tünde: Az ég tartja a földet – Erzsébet,  a szerelem szentje.... Frigyes császár, Koldus
- Horváth Péter: Enyém a vár....
- Csukás István: Utazás a szempillám mögött.... Dísztök, Kálmán bácsi

## Filmjei

### Játékfilmek
| - Kálvária (1960) - Fűre lépni szabad (1960) - Szerelmes biciklisták (1965) - Itt járt Mátyás király (1966) - Csend és kiáltás (1967) - Eltávozott nap (1968) - Fényes szelek (1969) - Pokolrév (1969) - Alfa Rómeó és Júlia (1969) - Égi bárány (1970) - Mérsékelt évöv (1970) - Nyulak a ruhatárban (1971) - Szerelmem, Elektra (1974) - A járvány (1975) - 141 perc a befejezetlen mondatból (1975) - Ereszd el a szakállamat! (1975) - 80 huszár (1978) - Az erőd (1979)... Kolter | - Circus Maximus (1980) - Örökség (1980) - István, a király (1984) - A vörös grófnő (1985) - Az elvarázsolt dollár (1985) - Kiáltás és kiáltás (1988) - Vörös zsaru (1988) - Üvöltés 5.: – A legenda újjászületik (1989) - Könnyű vér (1989) - Vadon (1989) - Isten hátrafelé megy (1991) - Az utolsó nyáron (1991) - Hamis a baba (1991) - Kék Duna keringő (1992) - A három testőr Afrikában (1996) - Honfoglalás (1996) - Zanox – Kockázatok és mellékhatások (2022) - Hadik (2023) |

### Tévéfilmek
| - Vigyori (1968) - Az ember tragédiája (1969) - Holnap reggel (1970) - Mindannyiotok lelkiismerete megnyugodhat… (1970) - Egy óra múlva itt vagyok… (1971) - Rózsa Sándor 1-6. (1971) - És mégis mozog a föld 1-3. (1973) - Sztrogoff Mihály (1975) - Két pisztolylövés (1980) - Petőfi 1-6. (1981) - Széchenyi napjai 1-6. (1985) - Zsarumeló (1987) | - Csicsóka és a Moszkitók (1988) - Erdély aranykora 1-2. (1989) - Linda (1984–1989) - Privát kopó (1993) - Frici, a vállalkozó szellem (1993) - Kisváros (1994–1998) - A Notre Dame-i toronyőr (1997) - Barátok közt (1998–2002, 2004, 2018) - Rendőrsztori (2000) - Lili (2003) |

## Díjai, elismerései
- Déryné-díj (1982)
- A színházi találkozó legjobb férfi alakítás díja (1984)
- Jászai Mari-díj (1985)
- Pék Matyi-díj (2012)
- Pepita-díj (2013)
- Érdemes művész (2013)
- Kiváló művész (2019)
- Széchenyi-örökség Okmánya (2021)[8]
- Zugló díszpolgára (2022)[9]